# Rosa Parks
Pour les articles homonymes, voir Parks et Gare Rosa-Parks.
Rosa Louise McCauley Parks, dite Rosa Parks [ɹoʊzə pɑɹks], née le 4 février 1913 à Tuskegee en Alabama (États-Unis) et morte le 24 octobre 2005 à Détroit dans le Michigan, est une femme afro-américaine, figure emblématique de la lutte contre la ségrégation raciale aux États-Unis, surnommée « mère du mouvement des droits civiques » par le Congrès américain.
Rosa Parks, 42 ans, refuse, le 1er décembre 1955, de céder sa place à un passager blanc dans l'autobus conduit par James F. Blake. D'autres avant elle avaient déjà protesté de la sorte pour lutter contre les ségrégations raciales aux États-Unis d'Amérique : Claudette Colvin, 15 ans, le 2 mars 1955, Aurelia Browder, 36 ans, en avril 1955 et Mary Louise Smith, 18 ans, le 21 octobre 1955. 
Arrêtée par la police, elle se voit infliger une amende de 15 $. Le 5 décembre 1955, elle fait appel de ce jugement. Le pasteur Martin Luther King, avec le concours de Ralph Abernathy, pasteur de la Première église baptiste d'Amérique, lance alors une campagne de protestation et de boycott contre la compagnie de bus qui dure 380 jours. Le 13 novembre 1956, la Cour suprême des États-Unis casse les lois ségrégationnistes dans les bus, les déclarant anticonstitutionnelles.

## Biographie

### Jeunesse et formation
Rosa Parks naît à Tuskegee en Alabama,. Elle est la fille aînée d'une famille de deux enfants dont les parents se nomment James et Leona McCauley, respectivement charpentier et institutrice. Ses ancêtres sont Africains, Cherokees et Scots d'Ulster. Dans son enfance, elle a des problèmes de santé, dont une angine chronique.
Après le divorce de ses parents, elle grandit dans la ferme de ses grands-parents maternels méthodistes (elle porte d'ailleurs le prénom Rosa en référence à sa grand-mère Rose qui était la fille de James Percival, un Irlandais et de Mary Jane Nobles, une esclave noire) à Pine Level près de Montgomery, avec sa mère et son frère Sylvester (né en août 1915). Très attachée à ce que sa fille reçoive une bonne éducation malgré les entraves à la scolarité des Noirs, sa mère Léona éduque Rosa à la maison jusqu'à ses onze ans, puis elle est envoyée à la Montgomery Industrial School for Girls (école primaire fondée par des membres de l'American Missionary Association pour les jeunes filles afro-américaines,), à Montgomery, où habite sa tante,,.
Elle commence ensuite ses études secondaires à l'Alabama State Teachers College for Negroes (école d'enseignants de l'État de l’Alabama pour les Noirs ; elle deviendra plus tard l'Alabama State University),, mais ne peut les suivre jusqu'à leur terme, car elle doit s'occuper de sa grand-mère puis de sa mère, qui tombent malades,.
Elle se souvient que son grand-père montait la garde la nuit devant la ferme contre les actions terroristes du Ku Klux Klan (KKK). Dans sa jeunesse, elle subit le racisme ambiant. Le KKK a d'ailleurs incendié à deux reprises l'école qu'elle fréquente, la Montgomery Industrial School for Girls,. Bien que Rosa Parks ait raconté dans son autobiographie n'avoir pas eu une mauvaise impression des Blancs, elle narre des détails du racisme au quotidien (si vif dans le Sud des États-Unis) qui l'ont marquée, telles les fontaines publiques réservées aux Blancs ou aux Noirs (« Enfant, je pensais que l'eau des fontaines pour les Blancs avait meilleur goût que celle des Noirs ») ou les lois Jim Crow.

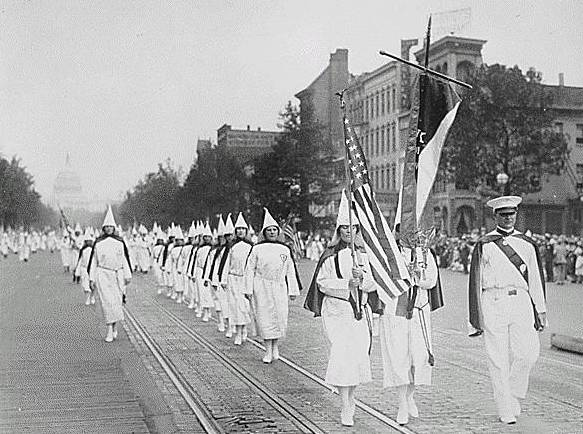
Le Ku Klux Klan défilant sur Pennsylvania Avenue à Washington en 1928.

Les autobus sont un bon exemple de cette ségrégation au quotidien. Il n'y avait certes pas de bus ou de trains différents, mais des sections réservées aux Blancs et d'autres aux Noirs. Rosa Parks se souvient cependant que les transports scolaires étaient interdits aux enfants de couleur. Pour aller à l'école de Pine Level, les enfants blancs prennent le bus alors que les autres y vont à pied : « Je voyais passer le bus chaque jour. Mais pour moi, c'était comme ça. Nous n'avions d'autre choix que d'accepter ce qui était notre quotidien, un très cruel quotidien. Le bus fut un des premiers éléments par lesquels je réalisais qu'il y avait un monde pour les Noirs et un monde pour les Blancs. »

### Débuts militants
Dans les années 1930, elle assiste à des réunions du Parti communiste des États-Unis d'Amérique, qui était alors le seul parti politique dans l’Alabama à s'opposer ouvertement à la ségrégation, mais, contrairement aux rumeurs de ses détracteurs, elle n'a jamais été membre de ce Parti,,.
En décembre 1932, elle épouse Raymond Parks, un coiffeur militant de la cause des droits civiques, membre de section de la National Association for the Advancement of Colored People (NAACP) de l’Alabama. Il collecte aussi de l'argent pour soutenir un groupe de jeunes Noirs, les « Scottsboro Boys », qui sont accusés de viols sur deux femmes blanches. Après avoir déménagé dans le quartier Est de Montgomery, il l'encourage à finir ses études secondaires, qu'elle achève malgré les charges familiales en 1934, à une époque où seulement 7 % des Noirs obtiennent ce niveau d'étude. En 1940, les époux Parks deviennent membres de la Montgomery Voters League, dont le but est d'aider les Afro-Américains à réussir les tests pour s'inscrire sur les listes électorales,.
Rosa Parks travaille en tant que couturière de 1930 à 1955, mais elle exercera divers autres métiers tels qu'aide-soignante, femme de ménage ou employée au sein d'une base militaire,,. C'est en tant qu'employée de la base aérienne de Maxwell, où la cafétéria comme les transports du personnel sont déségrégués qu'elle fait son expérience d'une société non-ségréguée, : « On peut dire que [la situation] à Maxwell m'a ouvert les yeux ».
En décembre 1943, elle rejoint le mouvement pour les droits civiques (American Civil Rights Movement) en adhérant à la section locale de la National Association for the Advancement of Colored People (NAACP), présidé par Edgar Nixon, où elle est choisie pour tenir la fonction de secrétaire. Sur son rôle dans l'association, elle déplore  le fait d’être cantonnée au rôle de secrétaire d'Edgar Nixon, pour qui la place des femmes ne se limite qu'à la cuisine. Elle garde cette fonction jusqu'en 1957 lorsqu'elle quitte la ville de Montgomery.
En septembre 1944, Rosa Parks est envoyée par la NAACP à Abbeville en Alabama enquêter sur le viol de Recy Taylor, une jeune afro-américaine, par sept hommes blancs ,,. En octobre, l'affaire fait les titres de la presse dans tous les États-Unis. Les coupables sont identifiés, mais aucun d'eux n'est arrêté et leur avocat propose une indemnisation de 600 dollars qui est refusée. Par deux fois, un grand jury est réuni pour se prononcer sur l'inculpation des suspects, mais les deux fois, l'inculpation est rejetée. Aucune poursuite n'est engagée. Ce n'est qu'en 2011 que le parlement de l'Alabama présentera ses excuses à Recy Taylor pour les manquements de ses obligations à poursuivre les crimes commis à son égard,.
Elle est aussi femme de ménage pour un couple de Blancs militants de la cause du mouvement des droits civiques, Clifford Durr (en) et Virginia Foster Durr,, qui sympathisent avec elle et l'encouragent à suivre une formation sur les droits des travailleurs et l'égalité raciale au Highlander Research and Education Center (en) également connu sous le nom Highlander Folk High School à Monteagle dans le Tennessee, six mois avant son arrestation,,.
Comme beaucoup d'autres Afro-Américains, elle est choquée par le meurtre sauvage d'Emmett Till en août 1955. Le 27 novembre 1955 (soit quatre jours avant qu'elle ne refuse de céder son siège), elle assiste à un grand meeting sur cet assassinat à Montgomery, dont le principal orateur est T. R. M. Howard, un militant des droits civiques du Mississippi, à la tête du Regional Council of Negro Leadership,,.
Dans son livre Fit Nation (2022), l'historienne Natalia Mehlman Petrzela évoque l'impact de la pratique soutenue du yoga sur l'activisme de Parks. Elle y publie une photographie de Parks en justaucorps, les genoux sur un tapis de yoga en 1973. Dès cette date, Rosa Parks fait des démonstrations de yoga pendant les réunions militantes. La professeure associée d'histoire Brenna Greer indique que Rosa Parks souffrait d'une amygdalite chronique, et, selon l'historienne Stephanie Evans, Rosa Parks suivait une pratique quotidienne d'exercices, notamment des étirements, que sa mère lui avait enseignés. Et, dans les années 1950, alors que le yoga devenait très populaire aux États-Unis, pratiqué notamment par des célébrités, Rosa Parks n'a pas seulement suivi des cours, elle a également enseigné le yoga. CNN et Stephanie Evans suggèrent un lien entre le militantisme de Rosa Parks et sa pratique du yoga, envisagé non seulement comme une source de santé, mais également de puissance et de résistance. Dans son institut fondé en 1987 (Institut Rosa et Raymond Parks pour le développement personnel), Parks lie l'enseignement de la défense des droits à des exercices physiques, dont le karaté et le yoga, qui permet de gérer le stress,.

### Boycott des bus de Montgomery

#### Événements précurseurs
En 1944, le joueur de baseball Jackie Robinson doit affronter un cas semblable lorsque, confronté à un officier de l'Armée à Fort Hood, au Texas, il refuse de se diriger vers l'arrière du bus. Robinson est traduit devant une cour martiale, qui l'acquitte,.
La NAACP prend en charge d'autres cas, comme celui d'Irene Morgan qui en 1944 avait refusé de changer de place dans un bus ségrégué qui faisait le trajet de la Virginie (État ségrégationniste) au Maryland (État non ségrégationniste) ; l'affaire est présentée à la Cour suprême, sous le titre Irene Morgan v. Commonwealth of Virginia (en). En 1946, la Cour rend son arrêt, dans lequel elle donne raison à Irene Morgan, arguant que le bus traversant des États aux lois différentes, seules les lois fédérales comptaient et qu'il était impossible de satisfaire aux lois ségrégationniste de la Virginie, car cela aurait alors été une entrave à la liberté de déplacement et aux entreprises de transport,,,. Cette victoire casse le précédent arrêt Hall v. DeCuir de 1877 dans lequel, sur un cas semblable, la Cour suprême avait arrêté qu'à partir du moment où une compagnie de transport en commun ouvrait le même service à ses clients blancs comme de couleur, mais dans des compartiments, des cabines, des places séparées, cela était conforme à la Constitution, arrêt qui avait jeté les bases légales des lois Jim Crow,,. Cette décision, même si elle ne concerne que les transports entre États, est une brèche quant à la légitimité constitutionnelle des lois ségrégationnistes et devient un modèle de lutte dont l'aboutissement sera l'arrêt Browder v. Gayle consécutif au refus de Rosa Parks à changer de place.
Des militants de la NAACP commencent à préparer la défense de Claudette Colvin, une collégienne de 15 ans inscrite à la Booker T. Washington High School de Montgomery. Le 2 mars 1955, Colvin fut menottée, arrêtée et expulsée manu militari d'un bus public après qu'elle eut refusé de céder son siège à une femme blanche. Elle clame que ses droits constitutionnels ont été violés. Colvin est alors membre active du groupe de jeunes du NAACP, dont Rosa Parks était conseillère,.

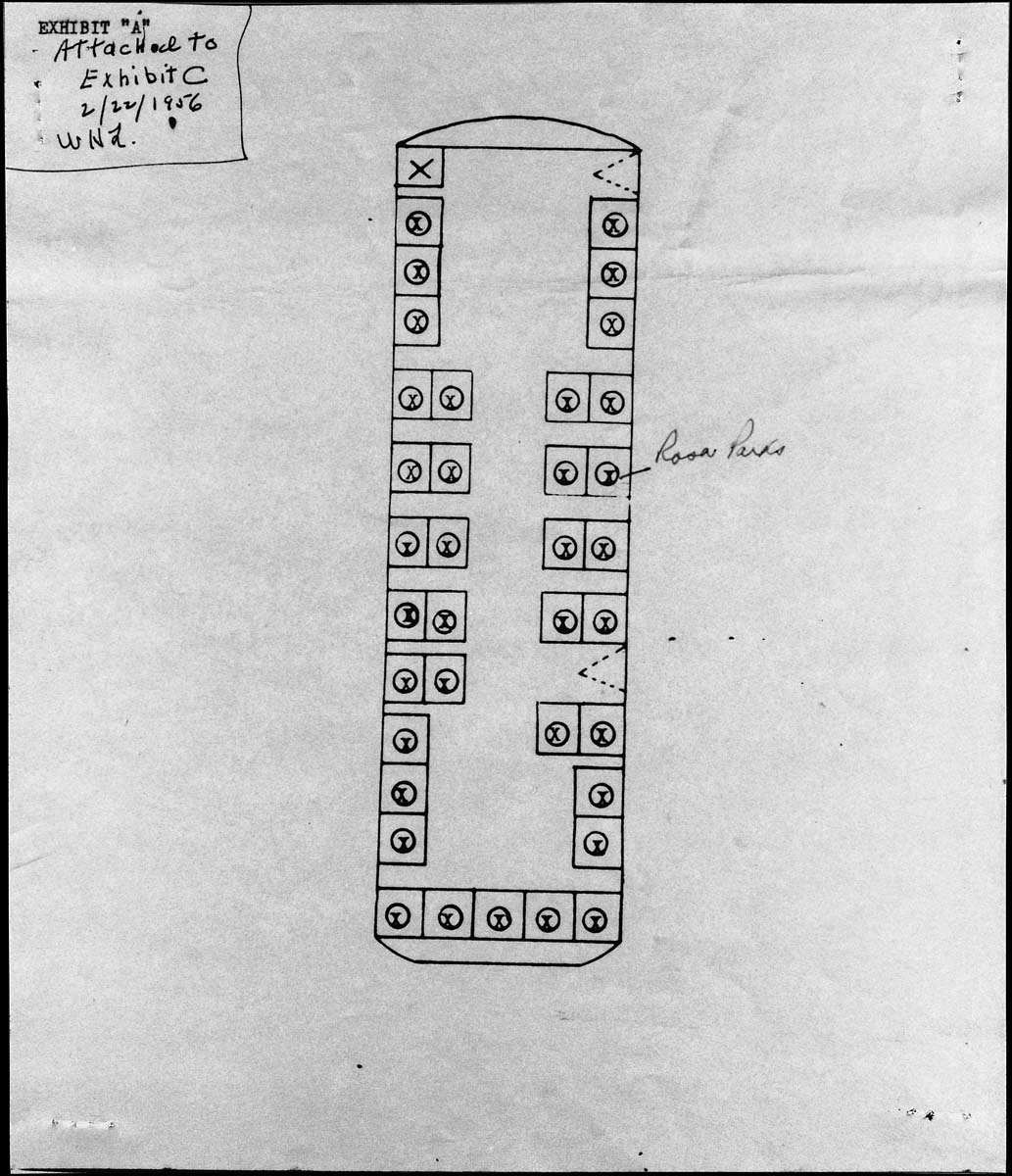
Schéma de l'intérieur du bus dans lequel s'est assise Rosa Parks, avec une flèche qui pointe son siège.

Colvin se souvient : « Mme Parks disait, “Faites ce qui est juste.” » Rosa Parks lève des fonds pour la défense de Colvin, mais quand E.D. Nixon apprend que Colvin est enceinte, il estime qu'elle n'est pas un symbole convenable pour leur cause. En effet, peu après son arrestation, elle tombe enceinte d'un homme marié plus âgé ; cette transgression morale scandalise profondément la pieuse communauté noire. Ses stratèges pensent que la presse ségrégationniste blanche ferait valoir la grossesse de Colvin pour discréditer tout boycott. Le NAACP a également étudié, mais rejeté d'autres cas antérieurs à celui de Rosa Parks, jugés insuffisants pour faire face aux pressions des opposants dans un affrontement légal avec les lois ségrégationnistes. Colvin était aussi connue pour ses dérapages verbaux. La plupart des charges contre elle sont abandonnées. Les stratèges du NAACP continuent à rechercher un plaignant au-delà de tout reproche.
De même, une autre femme, Mary Louise Smith, n'a pas été défendue, la rumeur voulant que son père ait été alcoolique. Au contraire, Rosa Parks est une des femmes les plus distinguées de la ville, dont l'éducation ne souffre d'aucune remarque, et donc un meilleur étendard pour la cause noire.
En juin 1955, Lucille Times a une altercation avec James Blake qui, au volant de son bus, essaie de pousser sa voiture dans le fossé. Après une violente dispute avec lui, elle essaie sans succès d'obtenir le soutien d'Edgar Nixon ou de la presse locale. Elle décide donc d'organiser elle-même un boycott des bus de Montgomery. Pendant six mois, elle transporte donc des personnes dans sa voiture.

#### Boycott à Montgomery
Rosa Parks devient célèbre lorsque, le 1er décembre 1955, dans la ville de Montgomery, elle refuse d'obéir au conducteur de bus James Blake, le même qui avait agressé Lucille Times, qui lui demande de laisser sa place à un Blanc et d'aller s'asseoir au fond du bus.
Dans les bus de Montgomery, les quatre premiers rangs sont réservés aux Blancs. Les Noirs, qui représentent trois quarts des utilisateurs, doivent s'asseoir à l'arrière. Ils peuvent néanmoins utiliser la zone centrale, jusqu'à ce que des Blancs en aient besoin ; ils doivent alors soit céder leur place et aller vers le fond, soit quitter le bus. Si ces places sont occupées, les Noirs doivent bien acheter leur billet à l'avant, mais sont tenus de sortir avant de rentrer de nouveau par la porte arrière du bus pour accéder aux emplacements qui leur sont attribués.

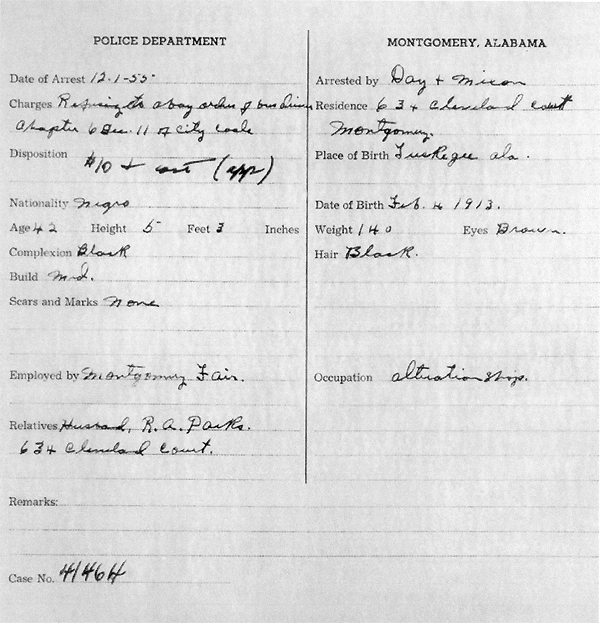
Rapport de police sur Rosa Parks du 1 décembre 1955, page 2.

Pendant des années, la communauté noire se plaint de la situation et Parks ne fait pas exception : « Ma résistance à ces mauvais traitements dans le bus n'a pas commencé avec cette arrestation. J'ai fait beaucoup de marche à Montgomery. » Parks en fait une expérience publique un jour pluvieux de novembre 1943, quand le chauffeur de bus James Blake, comme à son habitude, lui demande de payer sa course à l'avant, redescendre et de remonter par la porte arrière. Voyant que du monde gêne l'accès par l'arrière, elle décide d'aller directement vers le fond. Blake, furieux, la main sur son revolver, l'empoigne pour la ramener vers l'avant. Elle laisse alors tomber intentionnellement son sac à main et s'assied un instant sur un siège réservé aux passagers blancs pour le récupérer. Blake lui laisse à peine le temps de descendre du bus, qu'il redémarre. Rosa Parks marche plus de huit kilomètres sous la pluie. Ironie du sort, ce sera le même chauffeur le 1er décembre 1955 alors qu'elle cherchait à l'éviter depuis cet événement. Ce jour de 1955, elle n'avait semble-t-il[évasif] pas prémédité son geste, mais une fois décidée, elle l'assume totalement. Elle déclare d'ailleurs dans son autobiographie (qu'elle a publiée avec James Haskins en 1992) :

« Les gens ont répété à l'envi que je n'ai pas cédé ma place ce jour-là parce que j'étais fatiguée, mais ce n'est pas vrai. Je n'étais pas particulièrement fatiguée physiquement, pas plus qu'un autre jour après une journée de travail. Je n'étais pas si vieille, bien qu'on m'imagine toujours comme une petite grand-mère. J'avais 42 ans. Mais s'il y avait bien une chose qui me fatiguait, c'était de courber l'échine. »

— Rosa Parks, Mon Histoire
Elle est arrêtée, jugée et inculpée de désordre public ainsi que de violation des lois locales. Elle joint par téléphone l'avocat Edgar Nixon, membre de la section de Montgomery de la NAACP. Bien que furieux du traitement réservé à Parks, il voit aussitôt l'intérêt symbolique du combat à mener. Il appelle un avocat blanc, Clifford Durr (en), qui accepte de contester la loi sur la ségrégation dont Rosa Parks est la victime.
La nuit suivante, cinquante dirigeants de la communauté afro-américaine, emmenés par un jeune pasteur baptiste peu connu à l'époque, Martin Luther King, se réunissent à l’Église baptiste de l'avenue Dexter pour discuter des actions à mener à la suite de l'arrestation de Rosa Parks. Ils y fondent le Montgomery Improvement Association, dont ils élisent King comme président. Il y popularise les théories de la non-violence et de la désobéissance civile. Le mouvement a trois revendications immédiates :
1. que les Blancs et les Noirs puissent s'asseoir où ils veulent dans l'autobus ;
2. que les chauffeurs soient plus courtois à l'égard de toutes les personnes ;
3. que des chauffeurs noirs soient engagés.

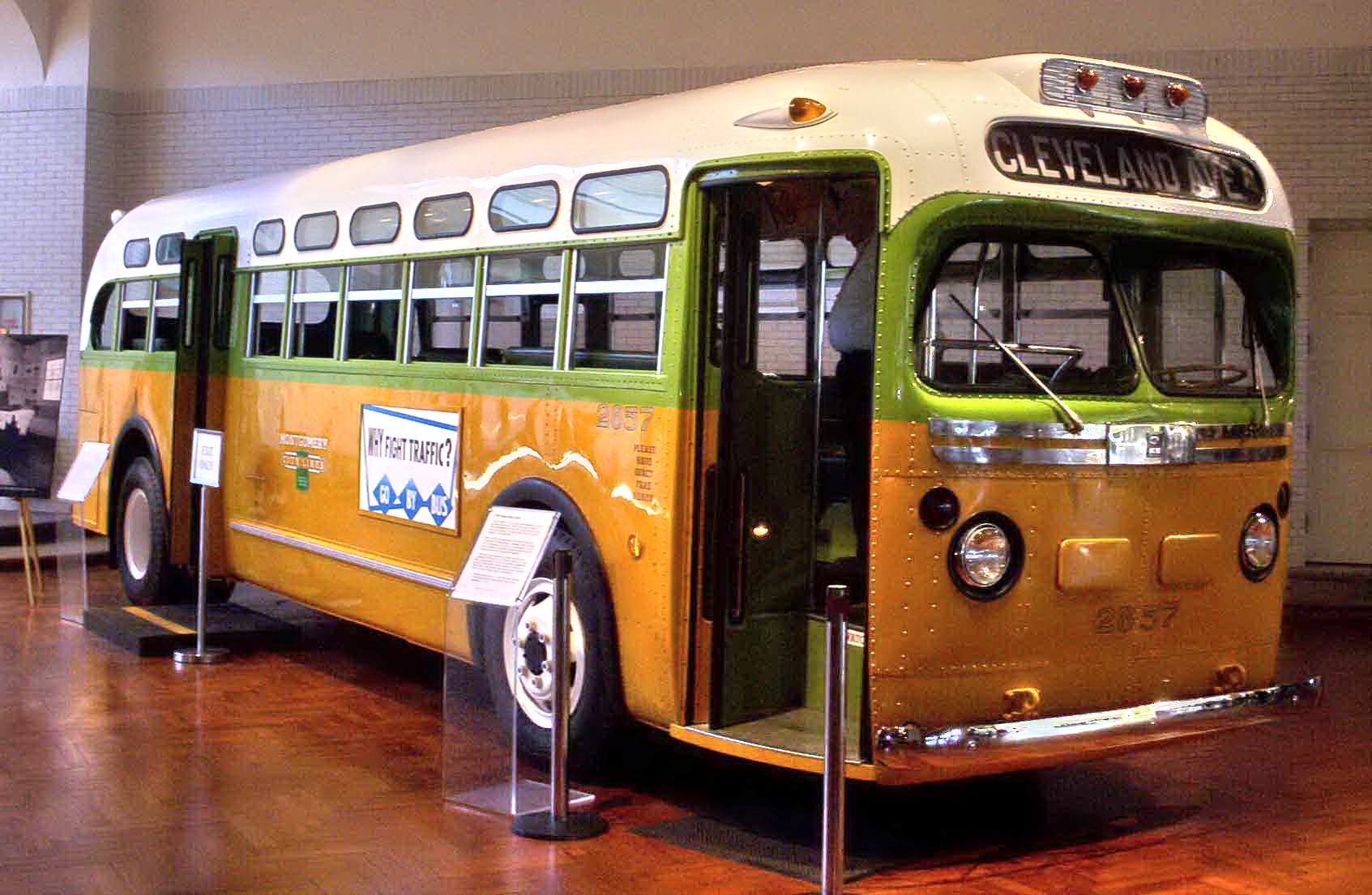
Le bus dans lequel Rosa Parks est montée le 1 décembre 1955 est maintenant exposé au musée Henry Ford à Dearborn, dans le Michigan.

La veille du procès, 35 000 tracts sont distribués pour inviter les Noirs à ne plus emprunter les bus le lundi 5 décembre. Le mot d'ordre est repris le lundi par The Montgomery Advertiser, le journal noir local. Le mot d'ordre est reconduit après une réunion à l'église. C'est le début du boycott des bus de Montgomery ; il se prolonge 381 jours. Des dizaines de bus publics restent au dépôt pendant des mois jusqu'à ce que la loi sur la ségrégation dans les bus publics soit levée. La plupart marchent à pied ; des taxis conduits par des Noirs font des trajets au tarif du bus (10 cents). Quelques Blancs les rejoignent, parfois par idéologie, parfois simplement parce qu'ils ont besoin que leurs employés noirs viennent travailler. Parmi eux, le pasteur blanc Robert Graetz fut brièvement arrêté une demi-heure, et un policier vint lui faire une conférence sur la Bible en tant que fondement de la ségrégation raciale, mais le juge refusa de l'inculper et il fut relâché,. Peu à peu, grâce en partie à l'écho international du mouvement, les fonds commencent à arriver, permettant de mettre en place un service d'autobus parallèle, ou plus modestement l'achat de paires de chaussures. Des actes violents sont perpétrés, y compris le dynamitage des domiciles de Martin Luther King et de l'avocat Edgar Nixon. De nombreuses vexations sont recensées contre les Noirs. Fidèle à sa stratégie, King demande de ne pas répondre à ces actes. Ce mouvement provoque beaucoup d'autres protestations contre la ségrégation menée aux États-Unis.
Par son rôle initiateur du boycott, Rosa Parks contribue à la prise de conscience des Américains dans la lutte pour les droits civiques. King écrit dans son livre Stride Toward Freedom, paru en 1958 : « L'arrestation de Mme Parks fut l'élément déclencheur plutôt que la cause des protestations ».

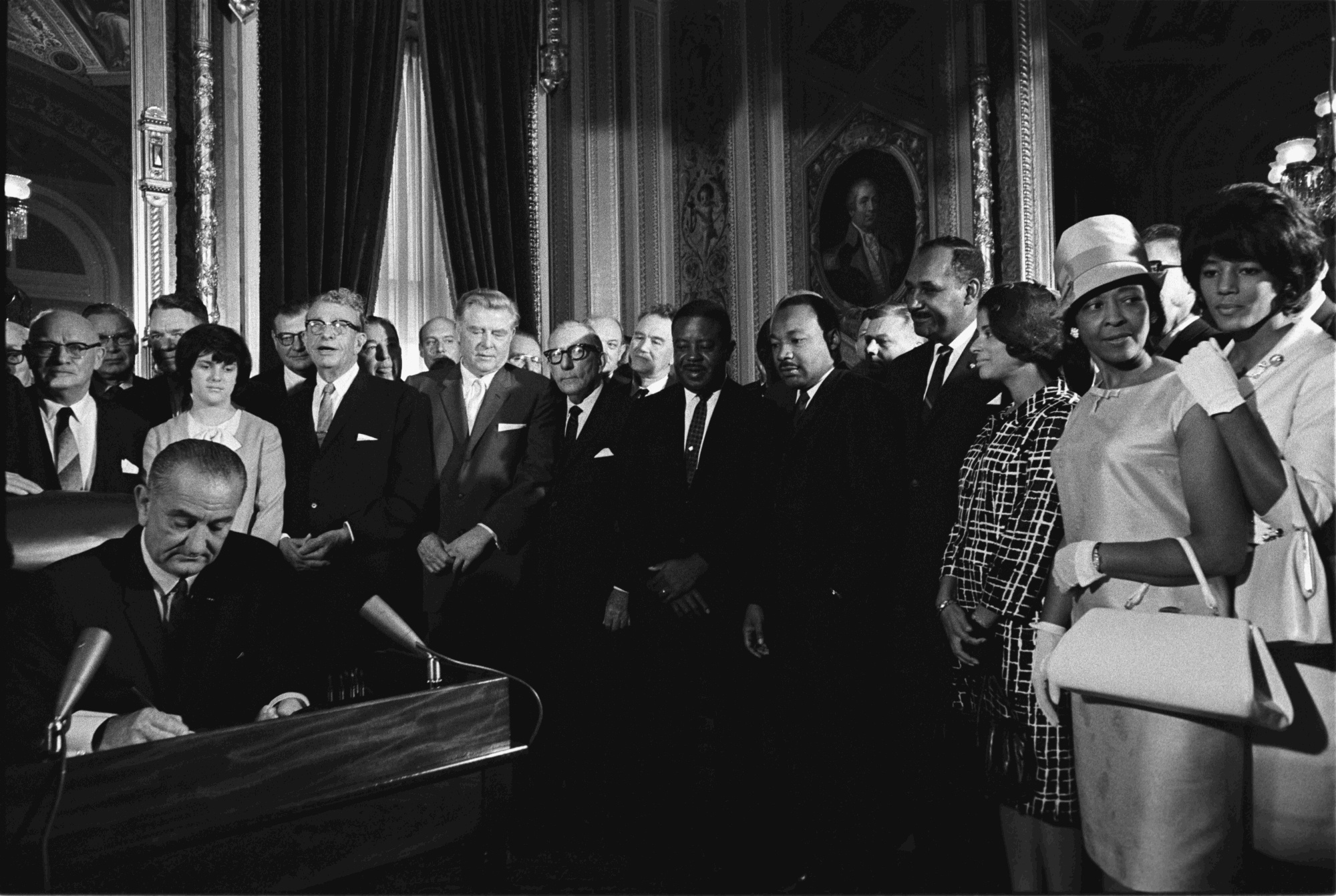
Rosa Parks, Martin Luther King et d'autres membres du mouvement pour les droits civiques lors de la signature du Voting Rights Act de 1965 par Lyndon B. Johnson dans la rotonde du Capitole.

Finalement, le 13 novembre 1956, la Cour suprême des États-Unis statue par l'arrêt Browder v. Gayle que la ségrégation dans les bus est anticonstitutionnelle. La nouvelle ne parvient à Montgomery que le 20 décembre. Le boycott cesse le lendemain.
Toutefois, la violence continue avec des tirs contre les bus et le domicile de Luther King, et des explosions visant les églises fréquentées par les Noirs. Si la ségrégation a été abolie dans les bus de l'État, ce n'est pas encore le cas pour les liaisons interétatiques. Un groupe de jeunes fonde le Freedom Ride, mais, après quelques jours, un de ces bus est stoppé par le KKK ; ses occupants sont battus et le véhicule incendié. Ce n'est qu'en 1964 que les lois ségrégationnistes Jim Crow sont abrogées par le Civil Rights Act qui interdit toute forme de ségrégation dans les lieux publics, puis en 1965 par le Voting Rights Act, qui supprime les tests et les taxes pour devenir électeur.

### Travail pour les droits civiques
Par la suite, Rosa Parks devient une icône pour le mouvement afro-américain des droits civiques. Ne trouvant pas de travail à Montgomery et sous la pression de ses proches inquiets pour sa sécurité, mais aussi en raison de quelques désaccords avec les leaders noirs de la ville, elle se rend en 1957 dans le Nord, à Hampton en Virginie puis à Détroit dans le Michigan.
Elle y travaille en tant que couturière, jusqu'à ce qu'elle se joigne à l'équipe du représentant démocrate du Michigan, l'Afro-Américain John Conyers à la Chambre des représentants des États-Unis, pour lequel elle travaille de 1965 jusqu'à sa retraite le 30 septembre 1988.
Ce combat contre les discriminations débouche en 1964 sur le Civil Rights Act, loi qui interdit toute forme de discrimination dans les lieux publics et en 1965 sur le Voting Rights Act, qui supprime les tests et autres taxes pour devenir électeur aux États-Unis.
Le Rosa and Raymond Parks Institute for Self Development est fondé en février 1987 conjointement par Rosa Parks et Elaine Eason Steele en l'honneur du mari de Rosa Parks, Raymond Parks (mort en 1977). L'institut organise des visites en bus pour les jeunes générations en leur montrant les sites importants du mouvement pour les droits civiques. Lors d'une visite en 1997, le bus tombe dans une rivière et tue Adisa Foluke, que tout le monde considérait comme le petit-fils adoptif de Rosa Parks, et en blessa beaucoup d'autres.
En octobre 1995, elle participe à la « Million Man March », qui rassemble plus d'un million de Noirs à Washington.
Ses dernières années sont difficiles. Elle est notamment hospitalisée après un hold-up commis le 30 août 1994 par un jeune homme de 28 ans, Joseph Skipper, qui lui vole 53 dollars. Il est condamné, le 8 août 1995, à quinze ans de prison. Rosa Parks lui pardonne partiellement, puisqu'elle souhaite qu'il puisse se racheter et non aller en prison. À la fin de ses jours, elle a des difficultés pour payer son loyer et doit faire appel à l'aide de son église, afin que son propriétaire cesse ses poursuites judiciaires.

### Mort et funérailles
Rosa Parks réside à Détroit jusqu'à sa mort le 24 octobre 2005. Depuis 2004, elle souffrait d'une maladie neurodégénérative.

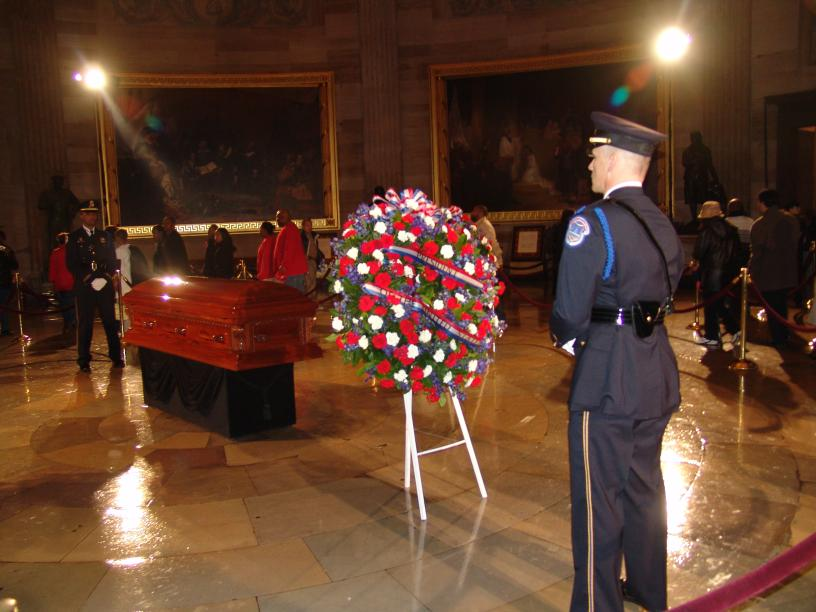
Le cercueil de Rosa Parks exposé dans la Rotonde du Capitole des États-Unis le 30 octobre 2005.

Après son décès, la classe politique dans son ensemble lui rend hommage. Le président George W. Bush honore sa mémoire dans une allocution télévisée et sa dépouille reste exposée deux jours dans la rotonde du Capitole pour un hommage public,. Privilège réservé d'habitude aux hommes politiques et aux soldats, Rosa Parks est la 31e personne après l'ancien président Ronald Reagan en juin 2004 et la première femme à recevoir cet honneur. Elle est également la deuxième personnalité noire (la première fut Jacob J. Chestnut) et la seconde personne ne faisant pas partie du gouvernement (la première était le Français Pierre L'Enfant en 1909) à recevoir un tel hommage de la part du gouvernement fédéral.
Son cercueil est ensuite exposé au Charles H. Wright Museum of African American History (en) du 31 octobre au 2 novembre 2005 ; 700 000 personnes viennent y apporter leurs hommages.
Des milliers de personnes assistent à ses funérailles en l'église Greater Grace Temple à Détroit le 2 novembre. On estime à 60 000 le nombre d'Américains qui lui rendent hommage dans les premiers jours qui suivent son inhumation dans son État natal de l'Alabama et à Washington. De nombreuses personnalités y assistent, dont l'ancien président Bill Clinton, la sénatrice de New York Hillary Clinton, le pasteur baptiste et militant pour les droits civiques Jesse Jackson, des élus noirs du Congrès et des dirigeants du mouvement des droits civiques. La chanteuse Aretha Franklin chante à cette occasion. Le président américain décrète la mise en berne de tous les drapeaux le jour de son enterrement. Le corbillard lui-même est suivi d'un bus des années 1950 recouvert d'un linceul noir.
À sa mort, le bus dans lequel Rosa Parks avait été arrêtée est drapé d'un linceul rouge et noir jusqu'aux obsèques officielles. Enfin, les premières places des bus de Montgomery restent vacantes jusqu'au jour de son enterrement. Elles sont recouvertes d'une photographie de Rosa Parks entourée d'un ruban noir portant l'inscription suivante : « La société de bus RTA rend hommage à la femme qui s'est tenue debout en restant assise. »
Rosa Parks repose dans une chapelle mortuaire du cimetière de Woodlawn, chapelle construite en 1905 par l'architecte Albert Kahn, qui fut restaurée en 1999 et qui est rebaptisée Rosa Parks Memorial Mausoleum en 2005,.

### Archives
Les archives de Rosa Parks sont déposées et consultables à la Bibliothèque du Congrès.

## Postérité

### Hommages
- 1993 : cérémonie d'inscription de Rosa Parks au National Women's Hall of Fame[83].
- 2010 : l'astéroïde (284996) Rosaparks porte le nom de Rosa Parks[84].
- Le 27 février 2013 : le président des États-Unis Barack Obama dévoile une statue de Rosa Parks dans le National Statuary Hall du Capitole à Washington[85],[86],[87].
- Le nom de Rosa Parks est donné à une gare du RER E dans le 19e arrondissement de Paris (France), qui est ouverte le 13 décembre 2015[88] ; les arrêts des tramways desservant la Gare Rosa-Parks (lignes T3b et T8), ainsi que le parvis Rosa-Parks qui lui donne l'accès, portent également son nom. Une grande fresque en mosaïque conçue par les habitants du quartier et illustrant la vie de Rosa Parks est installée dans l'un des couloirs de circulation de cette gare[89].
- En France, en 2015, 17 établissements scolaires portent son nom (dont le lycée Rosa-Parks de Montgeron, et le lycée Rosa-Parks de Neuville-sur-Saône ainsi que le lycée Rosa Parks de La Roche-sur-Yon), fait rarissime pour une personnalité étrangère[90].
- À Caen (France), une rue proche de la gare porte son nom[91],[92].
- En 2021, la STIB a renommé l'un de ses arrêts de bus en Rosa Parks[93].
- Depuis mai 2021, les jardins de la via Francesco Ardissone à Milan (Italie) sont nommés en l’honneur de Rosa Parks[94],[95].
- une rue de la ville guinéenne de Dalaba porte son nom[96].
- En 2023, la Région Île-de-France renomme Rosa Parks le lycée Angela Davis de Saint-Denis[97].

#### Dédicaces
- Dans les années 1960, le chanteur folk Pete Seeger lui dédie sa chanson If You Miss Me at the Back of the Bus (« Si tu ne me trouves pas à l'arrière du bus, c'est que je serai à l'avant »).
- En 1989, The Neville Brothers interprètent une chanson qui lui est dédiée, Sister Rosa.
- En 1992, le compositeur Mark Camphouse (en) écrit la pièce A Movement for Rosa en hommage à Rosa Parks[98].
- En 1998, le groupe américain OutKast lui dédie une chanson dans l'album Aquemini. Cette dédicace a d'ailleurs fait l'objet d'une polémique[C'est-à-dire ?].
- En 1999, l'artiste peintre afro-américaine Faith Ringgold publie l'album pour enfants If a Bus Could Talk - The Story of Rosa Parks, Alladin Paperbacks, (Si un bus pouvait parler - L'histoire de Rosa Parks, non traduit en français). Dans cet ouvrage c'est le bus qui raconte la vie de Rosa Parks.
- En 2003, le chanteur Otis Taylor lui dédie la chanson Rosa Rosa dans l'album Truth is not fiction.
- En 2006, le chanteur français Pascal Obispo lui dédie la chanson Rosa dans son album Les Fleurs du bien[99].
- En 2006, le sculpteur sénégalais Ndary Lô réalise pour la Biennale de Dakar une installation intitulée Hommage à Rosa Parks.
- En 2010, le chanteur français Ben l'Oncle Soul parle d'elle dans sa chanson Soulman.
- En 2010, le rappeur français Soprano du groupe Psy 4 de la rime parle d'elle dans la chanson Hiro de l'album La Colombe
- En mars 2013, l'écrivain français Eugène Ébodé publie chez Gallimard La Rose dans le bus jaune, une biographie romancée de la vie de Rosa Parks[n 1].
- En 2015 le projet Rosa Parks fait le mur est lancé à Paris, une fresque de presque 500 mètres de long est réalisée entre octobre et décembre, par cinq artistes : Kashink (Paris), Zepha (Toulouse), Katjastroph (Nantes), Bastardilla (pt) (Bogota) et Tatyana Fazlalizadeh (New York)[102],[103],[104]
- En 2017 le groupe Malka Family interprète une chanson en son hommage, Rosa P.
- Le 21 octobre 2018, la BBC diffuse l’épisode Rosa de la série Doctor Who.

### Distinctions

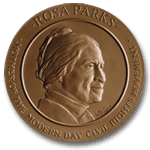
La médaille d'or du Congrès de Rosa Parks porte la légende Mother of the Modern Day Civil Rights Movement.

En 1979, la NAACP décore Rosa Parks de la médaille Spingarn, sa plus haute distinction ; elle reçoit l'année suivante le Martin Luther King Jr. Award. Elle est nommée au Michigan Women's Hall of Fame en 1983 pour son action en faveur des droits civiques. En 1990, le centre Kennedy de Washington, lors de son soixante-dix-septième anniversaire, lui décerne un prix. Elle reçoit le prix de la paix Rosa-Parks en 1994 à Stockholm, en Suède, puis la Médaille présidentielle de la Liberté, la plus haute distinction décernée par l'exécutif américain en 1996, des mains du président des États-Unis Bill Clinton.

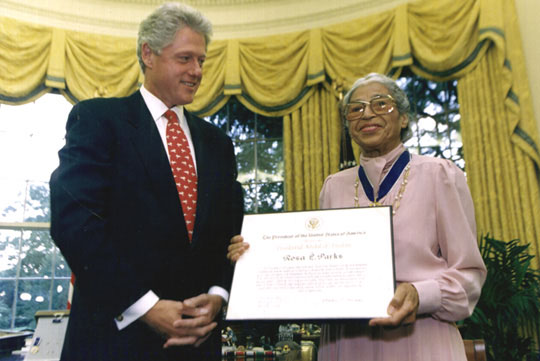
Rosa Parks et le président américain Bill Clinton.

En 1997, le Published Act no.28 décrète le lundi suivant le 4 février comme jour férié dans le Michigan.
En 1998, elle devient la première récipiendaire du Freedom Conductor Award décerné par le National Underground Railroad Freedom Center. L'année suivante, elle reçoit la Médaille d'or du Congrès (Congressional Gold Medal), la plus haute distinction décernée par l'organe législatif américain, puis le Detroit-Windsor International Freedom Festival Freedom Award. En septembre 1999, elle reçoit les honneurs de l'Alabama Academy of Honor (en), une organisation qui récompense les citoyens méritants de l'Alabama.
En 1999, le magazine Time la nomme l'une des vingt plus importantes figures du XXe siècle. En 2000, son État natal lui remet la première Governor's Medal of Honor for Extraordinary Courage. En décembre de la même année, l'université de Troy de l’État de Montgomery donne son nom à un musée et une bibliothèque. Une rue et une école portent aussi son nom à Détroit.
Elle reçoit également des récompenses de docteur honoris causa de deux douzaines d'universités de par le monde et est faite membre honoraire de la sororité Alpha Kappa Alpha.
En 1992, elle publie un livre pour enfants, Rosa Parks : My Story, une chronologie de sa vie jusqu'au jour où elle refuse de céder son siège. Ce livre est suivi par ses mémoires, Quiet Strength. La bibliothèque-musée Rosa-Parks (Rosa Parks Library and Museum) à Montgomery est inaugurée en novembre 2001. L'objet le plus populaire du musée est une sculpture de Rosa Parks assise sur le banc d'un bus. Le documentaire Mighty Times : The Legacy of Rosa Parks est nommé en 2002 à l'Oscar du meilleur film documentaire. Cette année-là, elle collabore à un téléfilm racontant sa vie, son rôle étant joué par Angela Bassett.
En mai 2001, The Rosa Parks Story est tourné à Montgomery en Alabama. Il est diffusé le 24 février 2002 sur le réseau de télévision CBS.

### Dans la culture populaire
La chanson Back to the bus interprétée par le chanteur folk américain Pete Seeger est un hommage à l'action de Rosa Parks.
L’épisode Rosa de la série télévisée Doctor Who est consacré aux événements de Montgomery. Vinette Robinson y interprète le rôle de Rosa Parks.
En 2019, Mattel lance une poupée Barbie à son effigie.

## Œuvres
- My Story, Dial Books, 1992, 192 p. (ISBN 978-0-8037-0673-6, lire en ligne),
- Quiet strength : the faith, the hope, and the heart of a woman who changed a nation, Zondervan Publishing Company, 1er janvier 1995, 104 p. (ISBN 978-0-310-50150-3, lire en ligne),
- Dear Mrs. Parks : a dialogue with today's youth, Lee & Low Books, 1er octobre 1996, 120 p. (ISBN 978-1-880000-45-8, lire en ligne),
- I Am Rosa Parks, Houghton Mifflin, 1997, rééd. 2005, 52 p. (ISBN 978-0-618-06240-9, lire en ligne).

### Traduction française
- Rosa Parks et Jim Haskins (trad. de l'anglais par Julien Bordier), Mon histoire : une vie de lutte contre la ségrégation raciale, Montreuil, Libertalia, 2018, 196 p. (ISBN 978-2-37729-068-0).